# Бокучава, Тинатин
Тинатин (Тина) Бокучава (груз. თინათინ ბოკუჩავა; род. 29 мая 1983, Тбилиси) — грузинский политик, депутат грузинского парламента с 21 октября 2012 года и председатель Единого национального движения с 8 июня 2024 года.

## Биография
Родилась 29 мая 1983 года в Тбилиси, столице Грузии. Обучалась в колледже Смита(США), где в 2004 году получила степень по политологии. В 2008 году получила степень магистра в области дипломатии и международного права.
Замужем, имеет троих сыновей.

## Политика
С 2012 года является депутатом парламента Грузии; с июня 2024 председатель партии Единое национальное движение.